# Генерал-поручик (Словакия)
Генерал-поручик (словац. Generálporučík) — высшее воинское звание в Словакии.
В 1993-2002 гг. — третье по старшинству генеральское звание (выше — генерал армии и генерал-полковник, ниже — генерал-майор), с 2002 г. — второе (выше — генерал, ниже — генерал-майор и бригадный генерал).

## Список генерал-поручиков
1. 1 мая 1993 — Гергович, Моймир (Hergovič Mojmír) (1942-2007)
2. 1 мая 1993 — Гумай, Юлиус (Humaj Július) (р. 1949)
3. 25 августа 1994 — Сабол, Андрей (Sabol Andrej) (р. 1941)
4. 28 августа 1994 (в отставке) — Гусак, Ян (Husák Ján) (р. 1923)
5. 20 августа 1998 — Бильчик, Леопольд (Bilčík Leopold) (1949-2010)
6. 20 августа 1998 — Ванжа, Ян (Váňa Ján) (р. 1940)
7. 20 августа 1998 — Гомбик, Штефан (Gombík Štefan) (р. 1951)
8. 20 августа 1998 — Эшмир, Ярослав (Ešmír Jaroslav) (р. 1945)
9. 18 сентября 1998 — Гонзек, Павел (Honzek Pavel) (р. 1947)
10. 30 декабря 1998 — Церовский, Милан (Cerovský Milan) (р. 1949)[1]
11. 8 мая 2005 — Булик, Любомир (Bulík Ľubomír) (р. 1957)[2]
12. 1 января 2007 — Гайдош, Петер (Gajdoš Peter) (р. 1959)
13. 4 мая 2011 — Вывлек, Ярослав (Vývlek Jaroslav) (р. 1955)
14. 7 мая 2012 — Ач, Мариан (Áč Marián) (р. 1957)
15. 7 мая 2012 — Войтек, Петер (Vojtek Peter) (р. 1958)